# La Orotava
La Orotava is een gemeente in de Spaanse provincie Santa Cruz de Tenerife in de regio Canarische Eilanden met een oppervlakte van 207 km². La Orotava telt 41.294 inwoners (1 januari 2016). De gemeente ligt op het eiland Tenerife in de Orotavavallei.

## Demografische ontwikkeling
Bron: INE; 1857-2011: volkstellingen

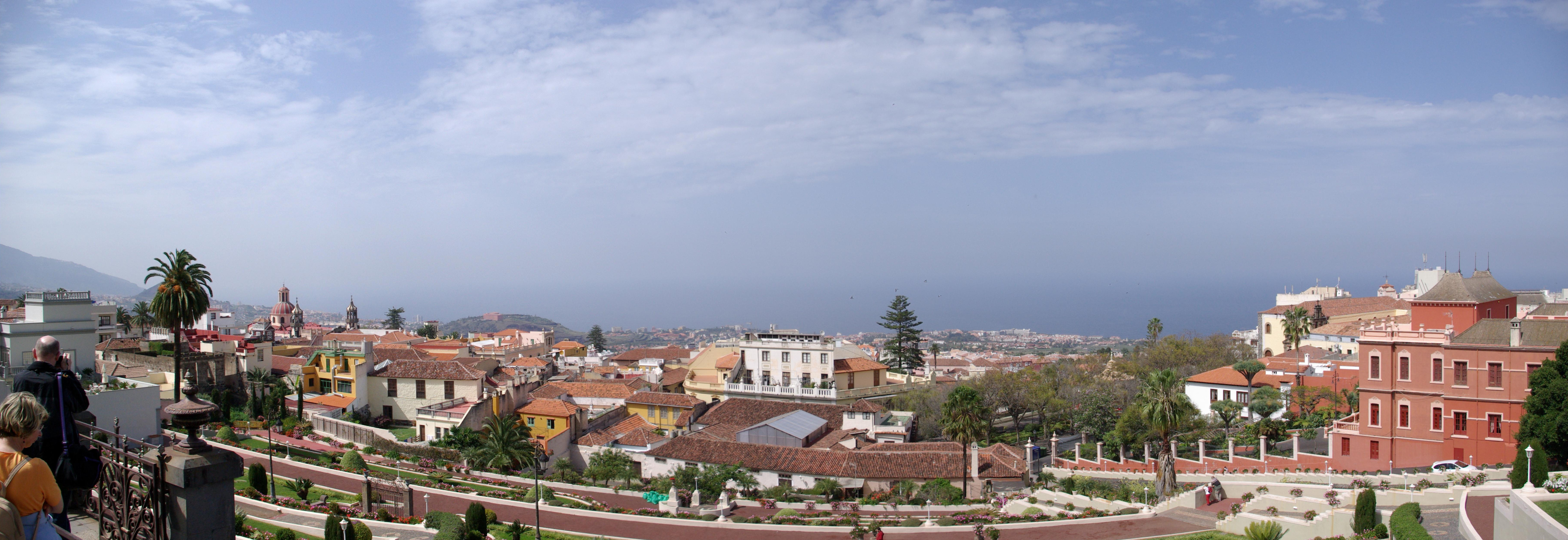
Panorama
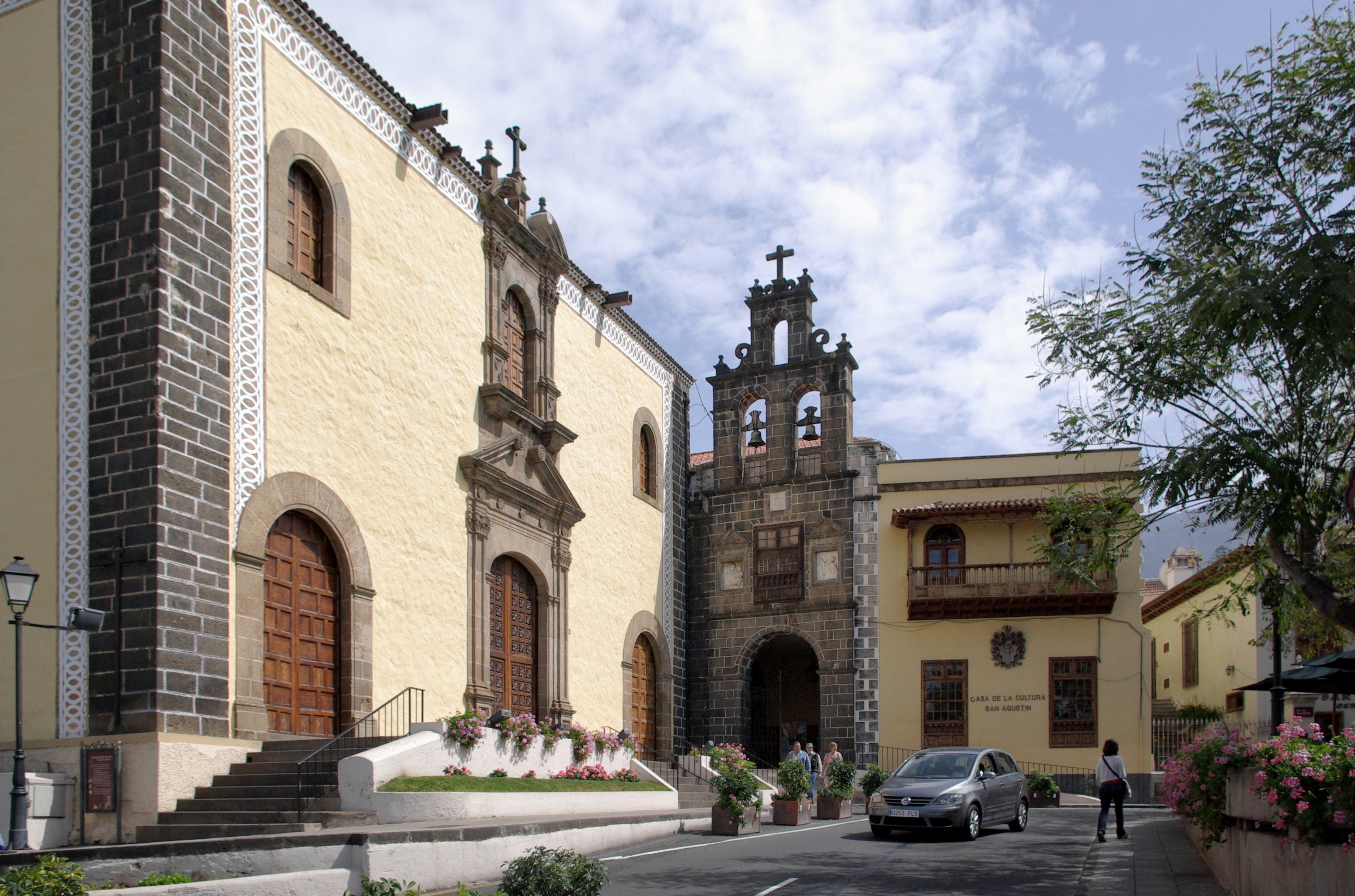
San Agustin
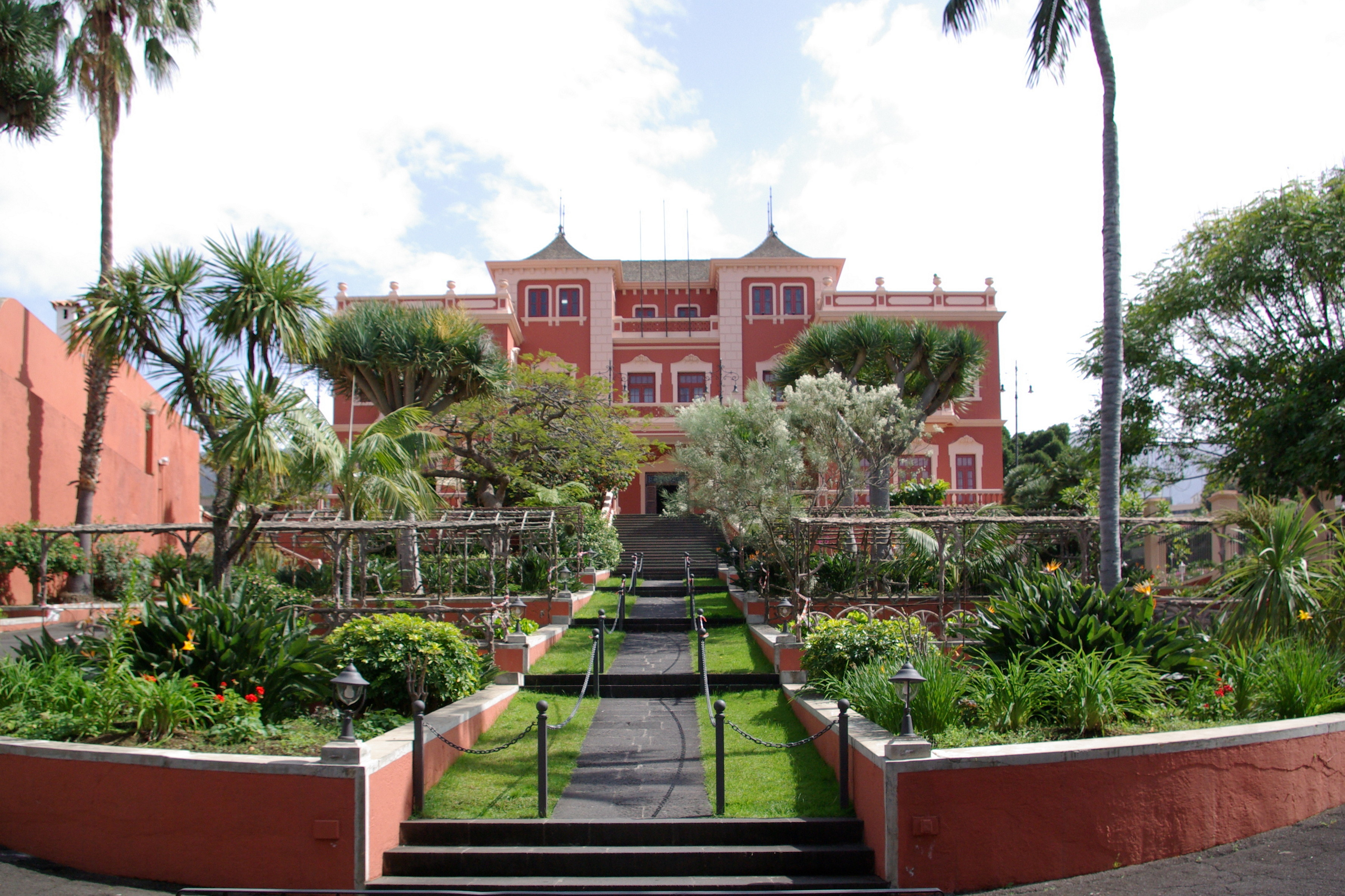
Liceo de Taoro
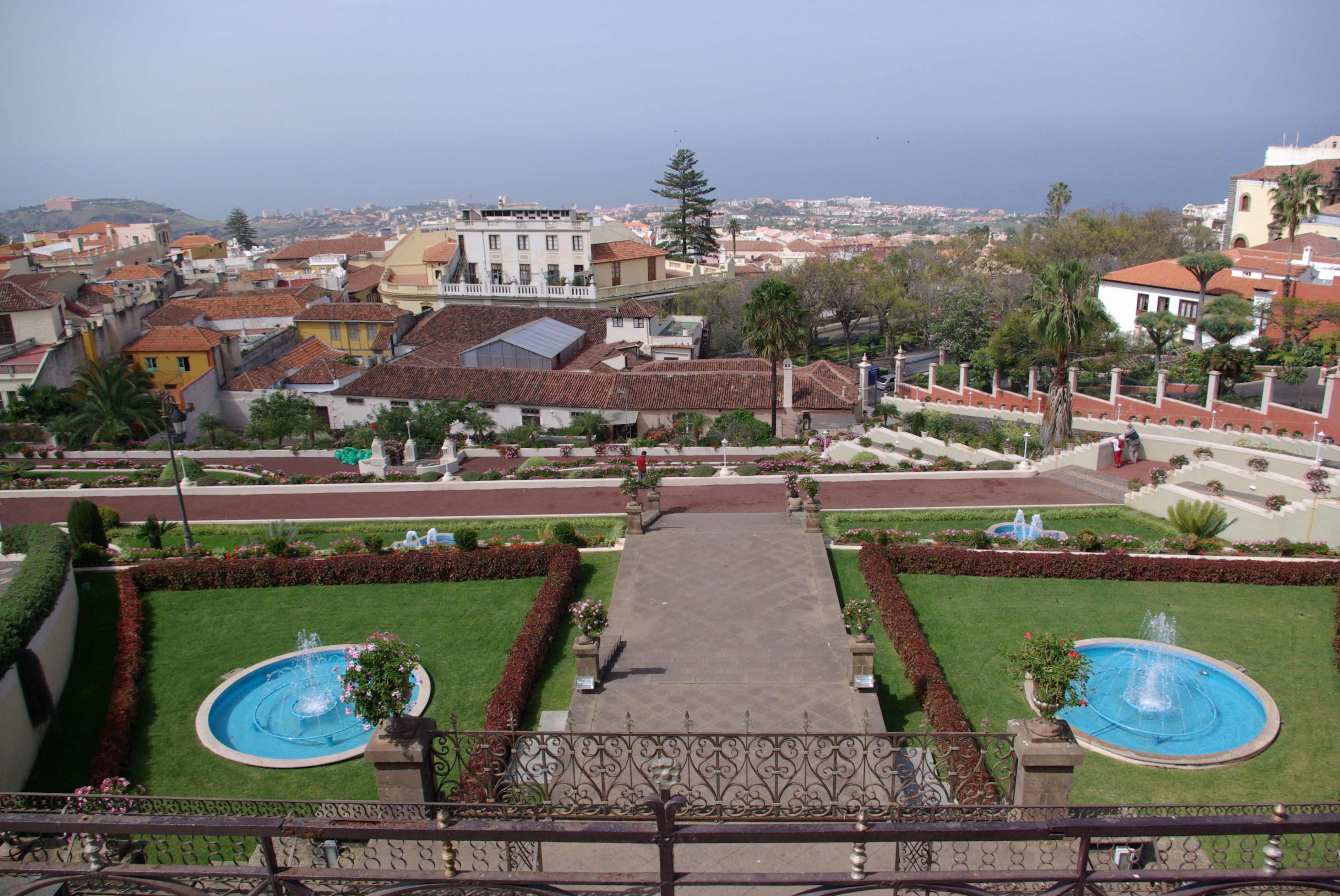
Jardines Marquesado de la Quinta Roja
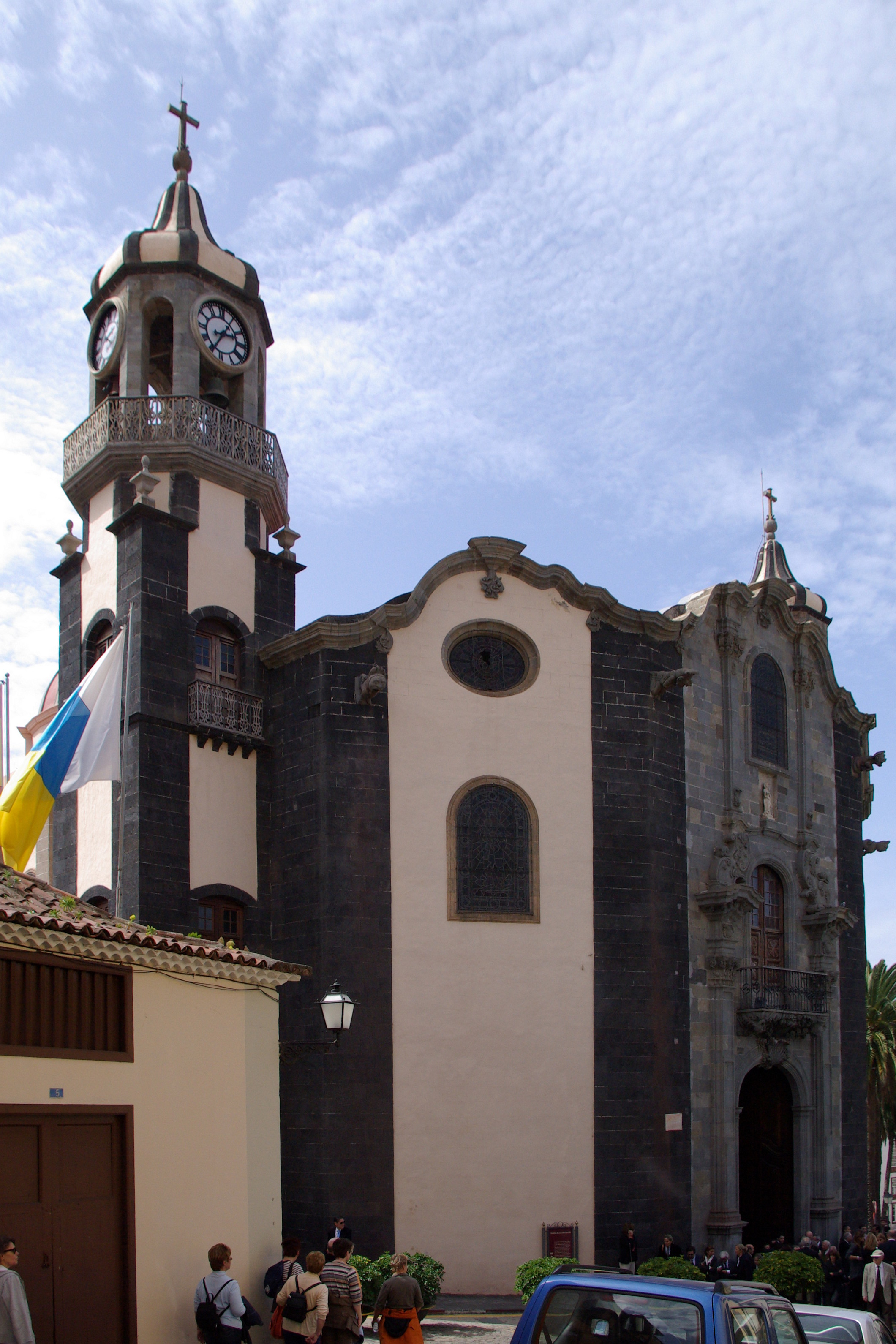
Iglesia Nuestra Señora de la Concepción
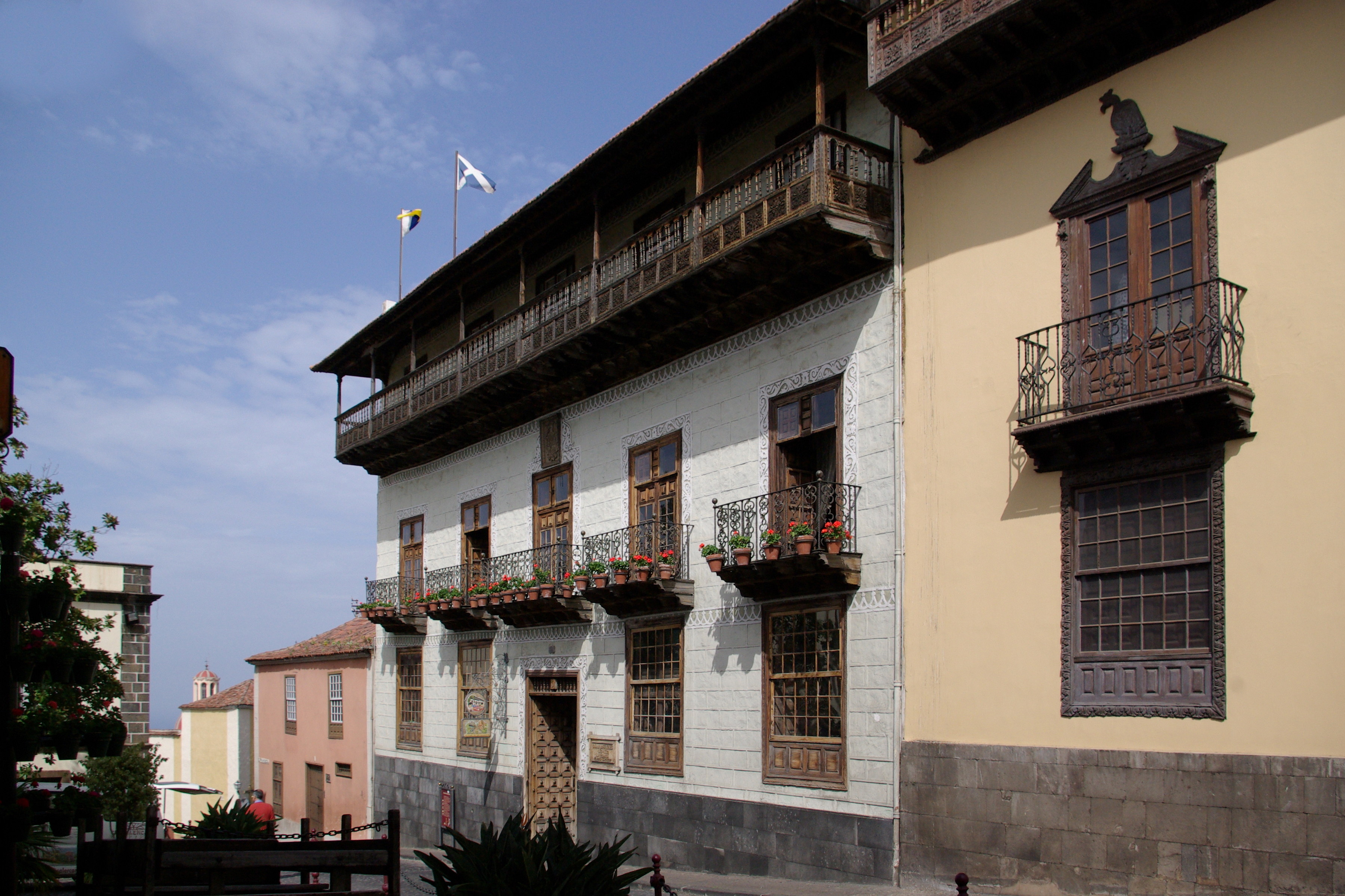
Casa de los Balcones
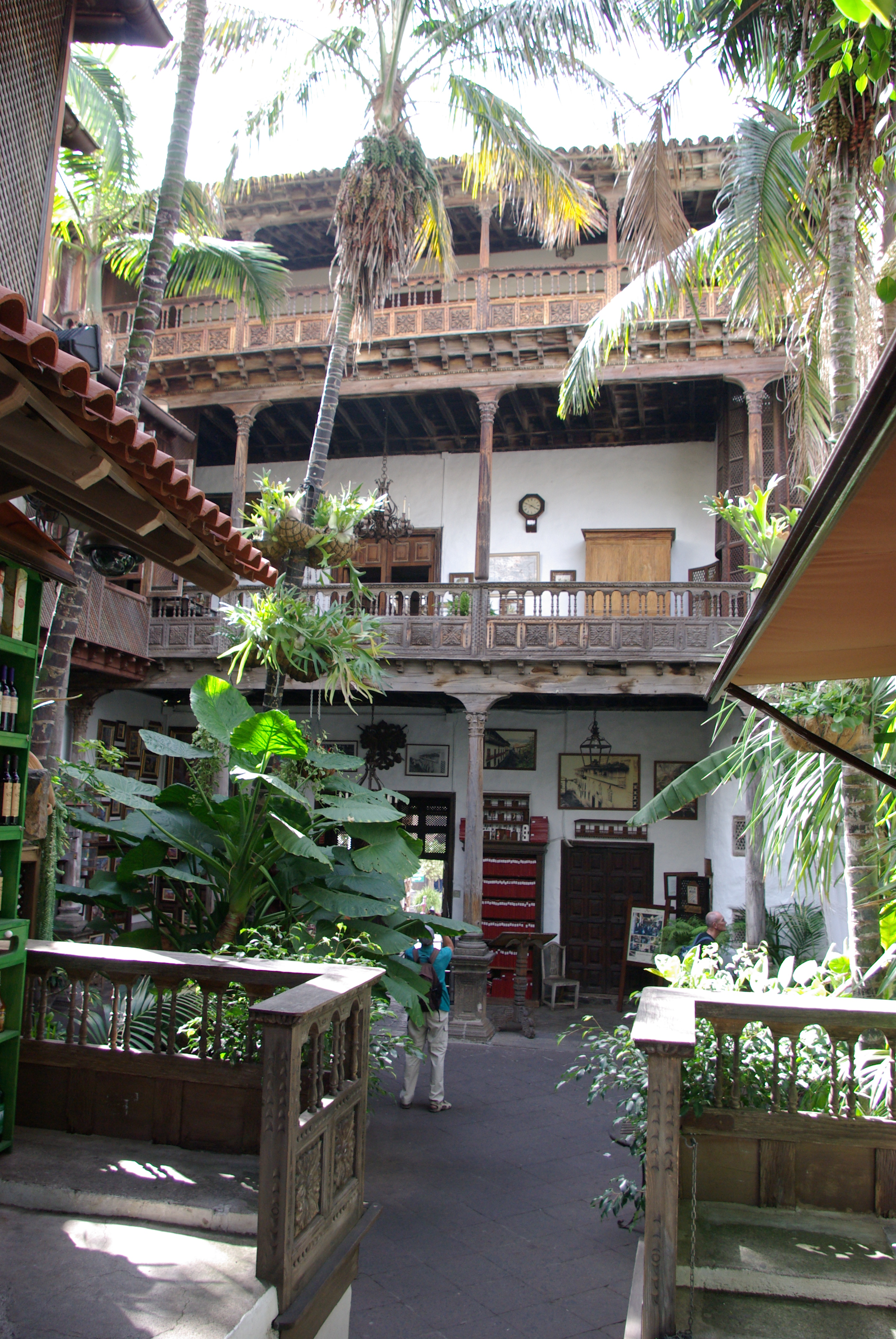
Casa de los Balcones, Patio
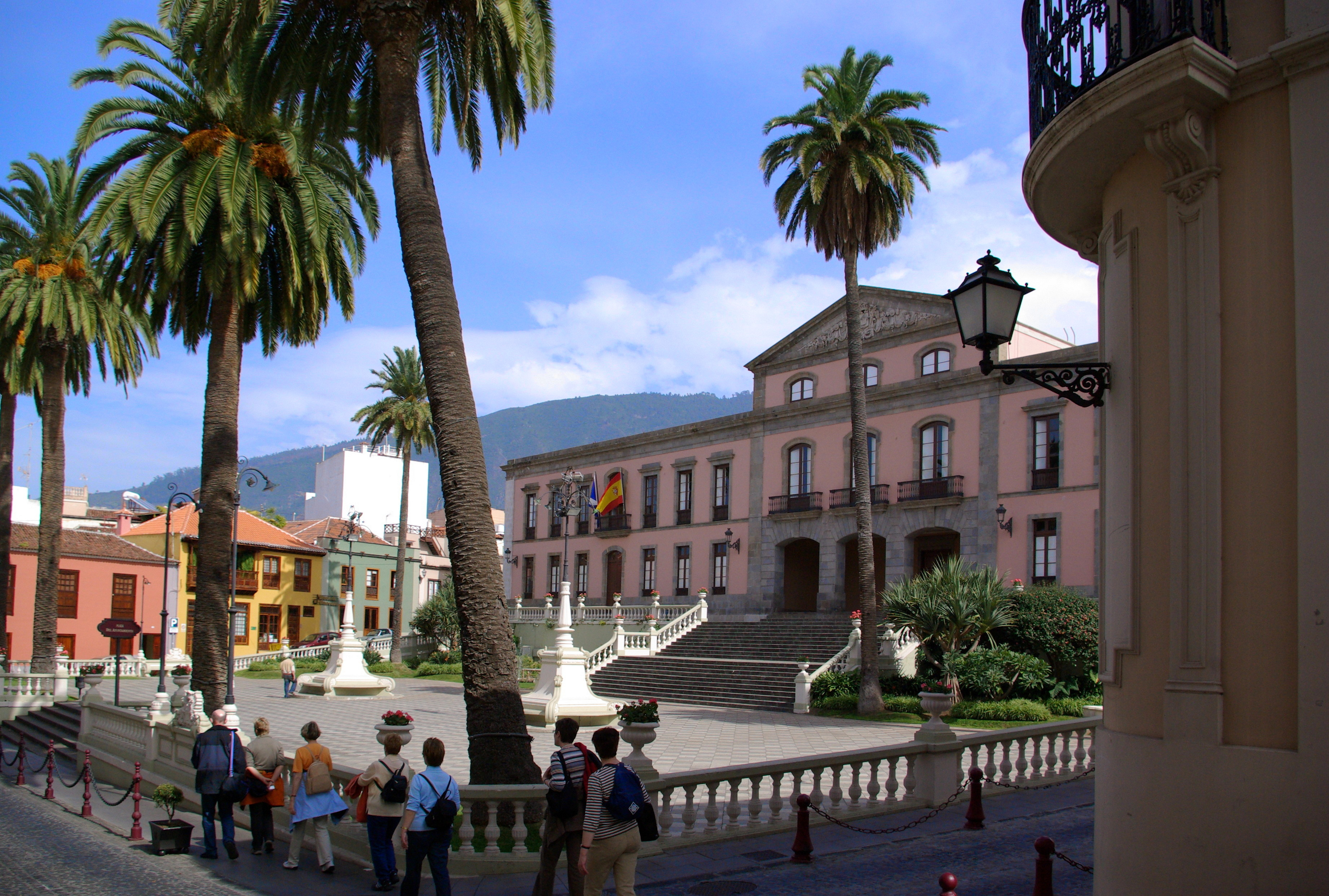
Plaza del Ayuntamiento

Adeje · Arafo · Arico · Arona · Buenavista del Norte · Candelaria · Costa del Silencio · Fasnia · Garachico · Granadilla de Abona · La Guancha · Guía de Isora · Güímar · Icod de los Vinos · La Matanza de Acentejo · La Orotava · Puerto de la Cruz · Los Realejos · El Rosario · San Cristóbal de La Laguna · San Juan de la Rambla · San Miguel de Abona · Santa Cruz de Tenerife · Santa Úrsula · Santiago del Teide · El Sauzal · Los Silos · Tacoronte · El Tanque · Tegueste · La Victoria de Acentejo · Vilaflor de Chasna